# Västra Visayas

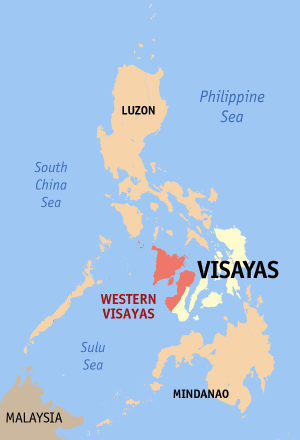
Västra Visayas läge.

Västra Visayas (region VI) är en region i Filippinerna med 6 843 643 invånare (folkräkning 2007) och en yta på 20 223 km². Den består av ön Panay, västra halvan av ön Negros (båda tillhör Visayasöarna) samt några mindre öar och ögrupper. Regionen består av sex provinser: Aklan, Antique, Capiz, Guimaras, Iloilo samt Negros Occidental. Västra Visayas har 16 städer och 117 kommuner. Regionens huvudstad är Iloilo City. Det beslutades år 2005 att provinsen Palawan skulle föras över från MIMAROPA, men enligt ett annat beslut senare samma år lades detta på is.
Huvudspråket hiligaynon talas i Västra Negros, Guimaras, Capiz och vissa delar av Iloilo. Kinaray-a talas i Antique och vissa delar av Iloilo. I Aklan talas aklanon. Andra språk är caluyanon, filipino, engelska, med flera.